# تصادف نخست‌وزیر
تصادف نخست‌وزیر (به هندی: The Accidental Prime Minister) فیلمی محصول سال ۲۰۱۹ و به کارگردانی ویجی راتوکار گوته است. در این فیلم بازیگرانی همچون انوپم کهیر، آکشای کانا، سوزان برنرت، آهانا کومرا ایفای نقش کرده‌اند.